# 新井範子
新井 範子（あらい のりこ）は、日本の経営学者。上智大学経済学部教授。専門はインターネットマーケティング、消費者行動分析。

## 著書

### 単著
- 『みんな力 ウェブを味方にする技術』（東洋経済新報社, 2007年）
- 『変革のアイスクリーム』（ダイアモンド社, 2015年）

### 共著
- （福田敏彦, 山川悟）『コンテンツマーケティング』（同文館出版, 2004年）
- （山川悟）『コンテンツがブランドを創る』（同文館出版, 2011年）
- （橋爪栄子, まさきさとこ）『foursquareマーケティング 位置情報の賢い使い方』（池田書店, 2011年）

### 分担執筆
- （DNP創発マーケティング研究会）『創発するマーケティング』（日経BP企画, 2008年）
- （杉本徹雄）『マーケティングと広告の心理学』（朝倉書店, 2013年）